# Соколов, Тихон Иванович
Ти́хон Ива́нович Соколо́в (28 июля (10 августа) 1913 года, г. Новосиль, Тульская губерния, — 26 декабря 1992 года, г. Москва) — советский партийный и государственный деятель, первый заместитель председателя Госплана СССР (1970—1976).

## Биография
В 1936 году окончил Ленинградский сельскохозяйственный институт. В 1941 году — Высшую партийную школу при ЦК ВКП(б).
- 1930—1936 гг. — учитель, заведующий начальной школой,
- 1936—1937 гг. — старший агроном машинно-тракторной станции (Свердловская область)
- 1937—1939 гг. — старший агроном машинно-тракторной станции, главный агроном, начальник Производственного управления Свердловского областного земельного отдела, заведующий сортоиспытательным участком колхоза,
- 1939—1940 гг. — преподаватель, директор Краснодарского сельскохозяйственного техникума,
- 1941—1942 гг. — заведующий Отделом пропаганды и агитации Смоленского городского комитета ВКП(б),
- 1942—1944 гг. — заведующий Сельскохозяйственным отделом Молотовского областного комитета ВКП(б),
- 1944—1945 гг. — заместитель председателя исполнительного комитета Молотовского областного Совета,
- 1945—1946 гг. — председатель исполнительного комитета Новосибирского областного Совета,
- 1946—1950 гг. — член Президиума и заведующий Отделом Совета по делам колхозов при СМ СССР,
- 1950—1953 гг. — представитель Совета по делам колхозов при Правительстве Украинской ССР,
- 1953—1954 гг. — начальник Главного управления по делам колхозов Министерства сельского хозяйства и заготовок СССР,
- 1954—1956 гг. — председатель исполнительного комитета Смоленского областного Совета,
- 1956—1958 гг. — первый секретарь Новгородского областного комитета КПСС,
- 1958—1960 гг. — первый секретарь Пермского областного комитета КПСС,
- 1960—1963 гг. — секретарь ЦК КП Казахстана,
- 1960—1963 гг. — первый секретарь Целинного краевого комитета КП Казахстана,
- 1963—1964 гг. — первый заместитель председателя исполнительного комитета Владимирского сельского областного Совета,
- 1964—1965 гг. — секретарь Владимирского областного комитета КПСС,
- 1965 г. — первый заместитель министра сельского хозяйства РСФСР,
- 1965—1970 гг. — первый секретарь Орловского областного комитета КПСС,
- 1970—1976 гг. — первый заместитель председателя Государственного планового комитета СМ СССР.

Член ВКП(б) с 1940 года. Член ЦК КПСС (1961—1981), кандидат в члены ЦК (1956—1961). Депутат Верховного Совета СССР 5-9 созывов.
С июля 1976 года на пенсии. Похоронен на Кунцевском кладбище.

## Награды и звания
- 1957 — орден «Знак Почёта»;
- 1977 — орден Трудового Красного Знамени;
- 1983 — орден Ленина.